# 普瓦图-桑通日语
普瓦图-桑通日语（普瓦图-桑通日语：poetevin-séntunjhaes，又称Parlanjhe、Aguiain、Aguiainais）是罗曼语族奥依语的一支，使用于法国卢瓦尔河地区大区和新阿基坦大区，有两种方言：普瓦图方言（使用于普瓦图行省地区）和桑通日方言（使用于桑通日、欧尼斯、昂古莱姆行省地区）。普瓦图-桑通日语已被联合国教科文组织列为严重濒危语言。